# August Kestner

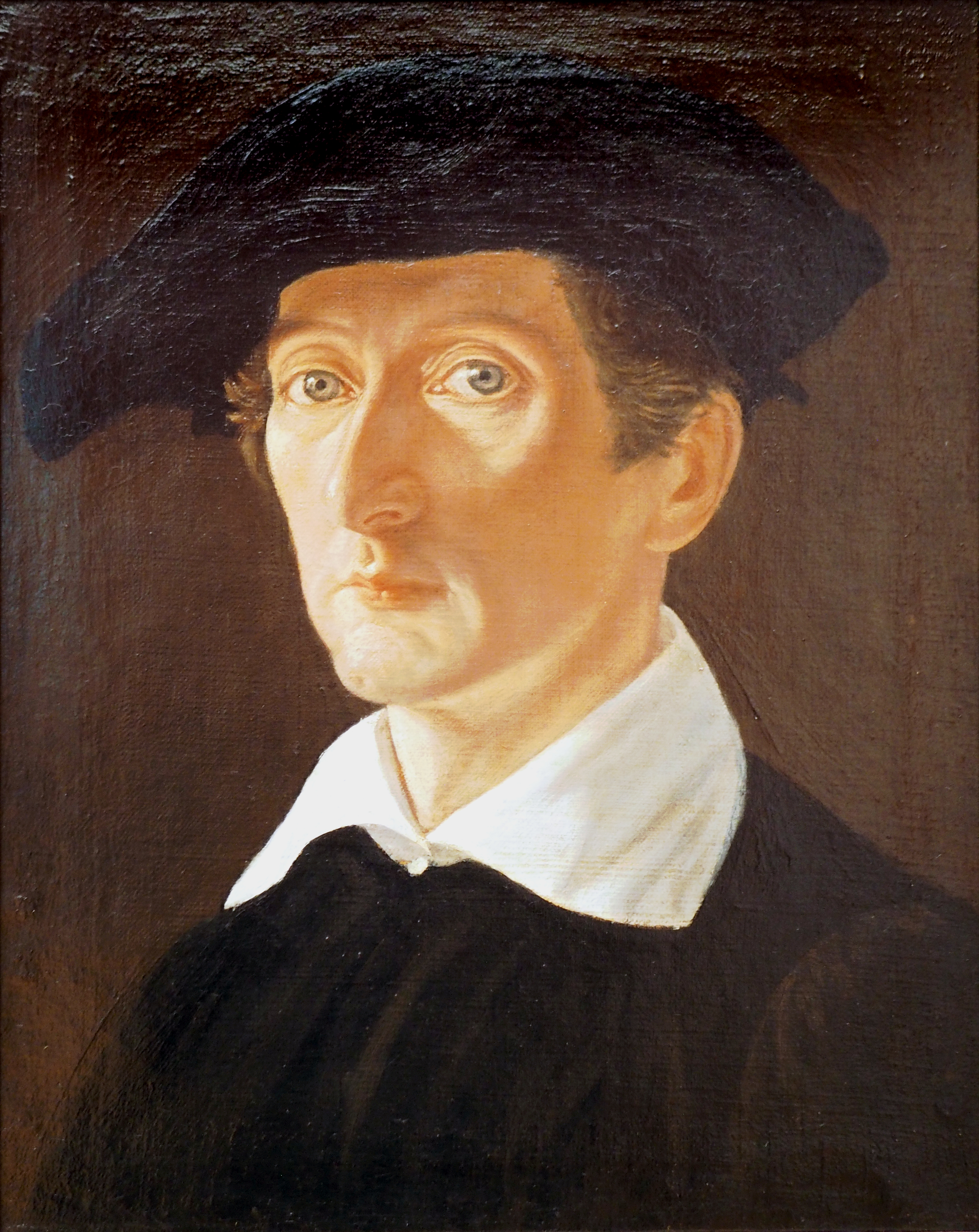
Selbstbildnis August Kestners um 1840, Niedersächsisches Landesmuseum Hannover (KM 182)

Georg August Christian Kestner (* 28. November 1777 in Hannover; † 5. März 1853 in Rom) war ein deutscher Jurist, Diplomat, Archäologe, Zeichner und Kunstsammler.

## Leben

### Herkunft und Jugend
Georg August Christian Kestner wurde als viertes Kind des Hannoverschen Juristen und Hofrats Johann Christian Kestner und seiner Ehefrau Charlotte Sophie Kestner, geb. Buff, in Hannover geboren. August wuchs mit 11 Geschwistern auf, von denen die elf Jahre jüngere Schwester Charlotte (1788–1877) ihm am nächsten stand.
Johann Christian Kestner lernte während seiner Tätigkeit am Reichskammergericht in Wetzlar (1767–1773) die junge Charlotte Buff kennen, mit der er nach der Heirat nach Hannover ging (1773). Hier bekleidete Johann Christian Kestner die Stelle eines Vizearchivars und wurde später königlich großbritannisch-hannoverscher Hofrat. Auf die Wetzlarer Zeit geht eine enge Freundschaft der Familie Kestner mit Johann Wolfgang von Goethe zurück. Kestner und Goethe hatten sich während ihrer gemeinsamen Tätigkeit am Reichskammergericht in Wetzlar kennen gelernt. Aufgrund der als unglücklich zu bezeichnenden Liebe Goethes zu Charlotte Buff – sie war bereits mit Johann Christian Kestner verlobt – wurde sie zum Vorbild für das Lottchen in Goethes berühmtem Briefroman Die Leiden des jungen Werthers.
Die Familie Kestner gehörte im 18. und 19. Jahrhundert zu den sogenannten hübschen Familien im Kurfürstentum Braunschweig-Lüneburg. Als Mitglieder der bürgerlichen Oberschicht Hannovers bekleideten sie in der Regel Positionen Geheimer Staatssekretäre.

### Studium, Ausbildung, Berufstätigkeit
Nachdem August Kestner durch Privatlehrer zu Hause ausgebildet worden war, studierte er in den Jahren 1796 bis 1799 an der Universität Göttingen Jura. Geprägt durch seine Erziehung und den allgemeinen Zeitgeist hörte er neben dem Studium der Rechtswissenschaften Vorlesungen in den Fächern Kunstgeschichte und Philosophie.
August Kestner nahm Musikunterricht bei dem Göttinger Musikdirektor Johann Nikolaus Forkel. Sein Interesse an Musik drückte sich auch im Sammeln von Volksliedertexten und Melodien gemeinsam mit Wilhelm Blumenbach aus. Zeugnisse seiner musikalischen Ambitionen sind eine Vielzahl von Vertonungen (Lieder für Singstimme und Klavierbegleitung) von Goethe- und Hölty-Gedichten.
Nach Abschluss des Studiums 1799 begann er seine Laufbahn als Jurist. Stationen seiner Tätigkeit waren das Amt des Vernehmungsrichters (Auditor) am Hofgericht in Hannover (bis 1801), ein Praktikum am Reichskammergericht in Wetzlar (1802) sowie Anstellungen als Geheimer Kanzleisekretär im Staatsdienst in hannoverschen, französischen und preußischen Diensten (1803–1806). Mit der Angliederung Hannovers an das Königreich Westphalen durch Napoleon (1810) war August Kestners Tätigkeit als Sekretär der Geheimen Kanzlei beendet, er schied aus dem öffentlichen Dienst aus. Die Tätigkeit als Notar des hannoverschen Landcantons in Linden und sein Kampf (ab 1816) in den Freiheitskriegen führten ihn in seinen eigentlichen Beruf zurück. Nach Wiedereinrichtung der Geheimen Kanzlei im November 1813 erhielt er seinen alten Posten als Geheimer Kanzleisekretär zurück und wurde zum Kanzleirat ernannt. In dieser Position machte er in den Jahren 1818 bis 1849 in Rom Karriere.

#### Erster Italienaufenthalt

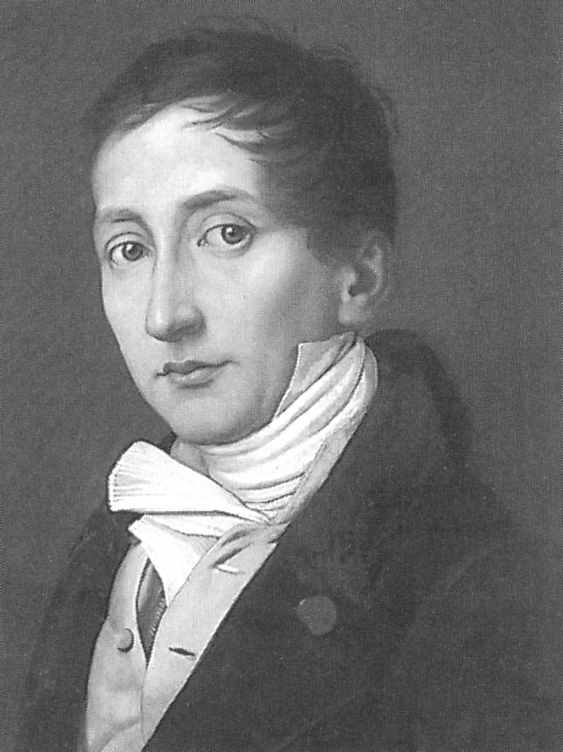
August Kestner um 1810

1808 bis 1809 unternahm August Kestner aufgrund seiner angeschlagenen Gesundheit eine als Erholungsaufenthalt geplante Reise nach Italien, die sich in ihrem Verlauf zunehmend zu einer Grand Tour entwickelte. Rom, Pompeji und Neapel, aber auch Mailand und Florenz waren seine Reiseziele. Bereits zu dieser Zeit knüpfte Kestner enge Kontakte zu in Rom lebenden deutschen Künstlern (Deutschrömer): Franz Riepenhausen, Johannes Riepenhausen, Friedrich Overbeck, Joseph Anton Koch, Christian Daniel Rauch und Bertel Thorvaldsen.

## Der Diplomat

### Konkordatsverhandlungen
Mit der auf dem Wiener Kongress (1814/15) beschlossenen Erhebung vom Kurfürstentum zum Königreich wurde Hannover um erhebliche Gebiete erweitert. Im Wesentlichen handelte es sich dabei um katholische Landesteile, die Bistümer Osnabrück und Hildesheim. Die Neuordnung der katholischen Kirche bzw. der kirchlichen Verhältnisse im Königreich Hannover, für die das päpstliche Einverständnis notwendig war, lag im Interesse des Staates. Im März 1817 erreichte eine Legation Rom, in der auf Antrag des hannoverschen Ministeriums und durch Genehmigung des Prinzregenten in London auch August Kestner als Legationssekretär mitreiste. So führte Hannover seit 1817 unter der Leitung Friedrich von Omptedas als erster protestantischer Staat des Deutschen Bundes Verhandlungen mit der Kurie. Kestners Aufgabe war die Korrespondenz mit London und Hannover sowie regelmäßige Berichterstattung zum Fortgang der Verhandlungen. Kestner selbst hatte einen nicht geringen Anteil an diesen Verhandlungen und gerade in der Endphase spielte er eine zunehmend wichtige Rolle.
Die Verhandlungen über ein Konkordat verzögerten sich durch prinzipiell unterschiedliche Standpunkte von Kurie und hannoverscher Regierung. Erst nach dem Tod von Friedrich von Ompteda konnte dessen Nachfolger, Franz von Reden, ab 1821 den Verhandlungen neuen Schwung verleihen. Man verständigte sich schließlich lediglich auf die Regelung der äußeren kirchlichen Verhältnisse. Das Ergebnis war die so genannte Zirkumskriptionsbulle (Impensa Romanorum Pontificum), die am 26. März 1824 verabschiedet wurde.

### Zweiter Italienaufenthalt – Als Hannoverscher Gesandter in Rom
August Kestners zweiter Romaufenthalt umfasst seine Tätigkeit unter anderem als königlich-hannoverscher Geschäftsträger und Gesandter beim Heiligen Stuhl in Rom und dem sizilianischen Hof in Neapel. Damit vertrat er zugleich hannoversche und britischen Interessen, da zu dieser Zeit eine Personalunion zwischen Großbritannien und Hannover bestand und das Vereinigte Königreich seit 1534 keine diplomatischen Beziehungen mit dem Heiligen Stuhl unterhielt. Kestner wird insofern als erster Botschafter des Vereinigten Königreiches beim Heiligen Stuhl bezeichnet.
Historisch betrachtet fiel der Aufenthalt die Epoche der Restauration und des Vormärzes, die mit der Rückkehr von Papst Pius VII. aus der französischen Gefangenschaft (1814) und der Wiederherstellung der gesellschaftlichen und politischen Zustände der vornapoleonischen Zeit begann. Ihr Ende ist mit dem Ausbruch der Revolution von 1848/49 gleichzusetzen, in deren Verlauf in Rom die Republik ausgerufen und Papst Pius IX. zur Flucht ins neapolitanische Gaeta gezwungen wurde.
Die Delegation, die zuvor erfolgreich mit dem Papst verhandelt hatte, wurde 1824 in eine offizielle Gesandtschaft umgewandelt, die August Kestner nun als Legationsrat vertrat. 1849 wird Kestner aus dem diplomatischen Dienst in die Pension entlassen, bleibt aber bis zu seinem Tod in Rom ansässig.

## Kunstwissenschaftler, Archäologe und Sammler
Während seines ersten Italienaufenthaltes (1808/09) widmete sich August Kestner insbesondere dem Studium der alten italienischen Meister, vornehmlich Raffael. Der tiefe Eindruck, den die Werke der Renaissance auf August Kestner gemacht haben, zieht sich durch sein ganzes Leben. Im Buche der Kunst und Litteratur, vielmehr jedoch in den Römischen Studien findet die Auseinandersetzung Jahre später damit ihren kunsttheoretischen Höhepunkt. Bei einem Besuch in Heidelberg lernte er die Brüder Melchior Boisserée und Sulpiz Boisserée. kennen, deren umfangreiche Kunstsammlung er studierte. Diese Begegnung und die intensive Auseinandersetzung mit den Gemälden der Sammlung Boisserée ließ in ihm den Entschluss reifen, der Jurisprudenz den Rücken zu kehren und sich in den Kunstwissenschaften zu habilitieren. Während der Konkordatsverhandlungen nahm Kestner die bei seinem ersten Italienaufenthalt geknüpften Kontakte zu Künstlern wieder auf. Zum künstlerischen Freundeskreis zählten Julius Schnorr von Carolsfeld, Peter Cornelius, Johann Christian Reinhart und andere. Kestner setzte sich auch für junge, noch unbekannte Künstler ein, wie etwa für den Schweizer Bildhauer Ferdinand Schlöth, dessen Bruder Friedrich Ludwig Schlöth in Basel damals August Kestners Schwester Charlotte beherbergte.
August Kestner wurde ein intimer Kenner und eifriger Kunstsammler, er setzte sich mit kunsttheoretischen Fragen auseinander. Im Laufe der Zeit widmete er sich jedoch immer mehr der Altertumskunde, der Archäologie sowie dem Studium der antiken Kunst. Seine Wohnung im Palazzo Tomati in der Via Gregoriana, die er seit 1827 bewohnte, glich einem Museum. Im Laufe der Jahre trug er eine umfangreiche Sammlung antiker Kleinkunst zusammen, die nahezu alle geographischen Bereiche des antiken Mittelmeerraumes – von ägyptischer, über griechische bis zur römischen Kunst – abdeckte und alle Material- und Fundgattungen beinhaltete. Bemerkenswert darunter war die Sammlung griechischer Vasen. Ebenso entwickelte sich August Kestner zu einem der besten Kenner antiker Gemmen seiner Zeit. Rund 2000 Gemmen befanden sich in seinem Besitz. Sein besonderes Verdienst im Zusammenhang mit der Arbeit am Instituto Corrispondenza di Archaeologia ist die Herausgabe der Impronte Gemmarie dell’ Instituto, einer Abguss-Sammlung, die alle wichtigen seit 1829 bekannt gewordenen Gemmen vereinte und auch Exemplare aus seiner eigenen Sammlung beinhaltete.
Auch auf dem Gebiet des antiken Numismatik sowie des europäischen Kunsthandwerks bewies er große Kenntnis. Im Bereich der nachantiken europäischen Kunst interessierte ihn vorwiegend die Malerei und Graphik der Renaissance, daneben erwarb er kunsthandwerkliche Erzeugnisse wie italienische Majoliken des 16. Jahrhunderts, Musikinstrumente und Möbel.

### Die Römischen Hyperboreer
Im Jahre 1823 gründete August Kestner zusammen mit den Archäologen und Kunsthistorikern Otto Magnus von Stackelberg, Theodor Panofka und Eduard Gerhard die Römischen Hyperboreer. Die Gruppe unternahm Reisen durch Italien, auf denen antike Inschriften und Bauten studiert und gezeichnet wurden. Zwei Jahre lang trafen sich die Hyperboreer regelmäßig in Kestners Wohnung im Palazzo Tomati zur gemeinsamen Lektüre und wissenschaftlicher Diskussion.

### Instituto di Corrispondenza Archeologica
Der Wunsch, die Erkenntnisse dieser Exkursionen und Untersuchungen einer breiteren Öffentlichkeit in Form von Publikationen zugänglich zu machen, ließ die Idee einer Forschungsinstitution aufkeimen, die schließlich zur Gründung des Instituto di Corrispondenza Archeologica mit Sitz im Palazzo Caffarelli führte. Die italienische Reise des preußischen Kronprinzen Friedrich Wilhelm im Jahr 1828 wurde dazu genutzt, unter dessen Schirmherrschaft und unter Mithilfe des preußischen Gesandten, Christian Karl Josias von Bunsen, am Winckelmannsfest des gleichen Jahres die Vorgängerinstitution des Deutschen Archäologischen Instituts ins Leben zu rufen. Zur ersten Sitzung kamen die Gründungsmitglieder Christian Karl Josias von Bunsen, Eduard Gerhard, Carlo Fea, Theodor Panofka, Bertel Thorvaldsen und August Kestner am 21. April 1829 zusammen. In einem Brief an seine Schwester Charlotte (4. Juli 1829), berichtete August:

„Auch haben wir hier eine gelehrte Gesellschaft seit diesem Winter gebildet, benannt Instituto di corrispondenza archeologica, deren Idee zum Teil von mir mit ausging, und an der ich daher mitarbeiten muß […].“

Erster Generalsekretär des Instituto wurde 1829 der preußische Gesandte in Rom, Christian Karl Josias von Bunsen, August Kestner wurde sein Stellvertreter; nach Bunsens Fortgang aus Rom übernahm August Kestner 1837 selbst die Leitung.

### Eigene Forschungen
Mit Otto Magnus von Stackelberg beteiligte sich August Kestner an den Ausgrabungen der 1827 neu entdeckten Kammergräber von Corneto (Tarquinia). August Kestner schrieb am 16. Juni 1829 an Christian Karl Josias von Bunsen:

„Vor Corneto auf freiem Felde, Sonnabend, wenn ich nicht irre, 16. Juni 1827. Lieber Freund [von Bunsen]! […] Wir zeichneten mehr als zweihundert Figuren griechischen und etruskischen Stils und lebten mehr unter als über der Erde. Wir selbst gruben ein merkwürdiges Begräbnis mit Malereien aus. […] Das übrige mündlich, wir [von Stackelberg und Kestner] bringen schöne Sachen, auch etruskische Inschriften, die, weil sie Gegenstände auszulegen scheinen, Nutzen versprechen.“

Namen wie Tomba del Barone und Tomba Stackelberg erinnern an die Forschungen der beiden Männer. August Kestner selbst berichtete in den Jahren zwischen 1829 und 1834 mehrfach über einige etruskische Grabkammern in den Publikationsorganen des Instituto. 1829 war August Kestner anwesend, als bei Ausgrabungen auf dem Besitz Lucian Bonapartes, dem Bruder Kaiser Napoleons, bei Canino wieder einmal wertvolle Kunstgegenstände der alten Etruskerstadt Vulci ans Licht gebracht wurden. Kestner berichtet an Charlotte Kestner, 14. Juli 1829:

„[…] Ich machte anfangs Juni mit Bunsen und Gerhard eine kleine archäologische Tour von 4 Tagen, zu keiner geringeren Person als Lucian Bonaparte […]. Dort ist es mitten in dem alten Hetrurien, und der wie viele Andere Ausgrabungen anstellte, ist er auf eine so unermeßliche Reihe von nie gegrabenen Grabmälern oder Grabeskammern, die eine Menschenhöhe oder zwey unter der Erde in Stein gehauen zu seyn pflegen, gestoßen, daß er binnen eines Jahres über 2000 gemalte Vasen, zum Theil von großer Schönheit, außer interessanten Gefäßen und sonstigen Alterthümern gefunden hat.“

## Tod und Nachlass

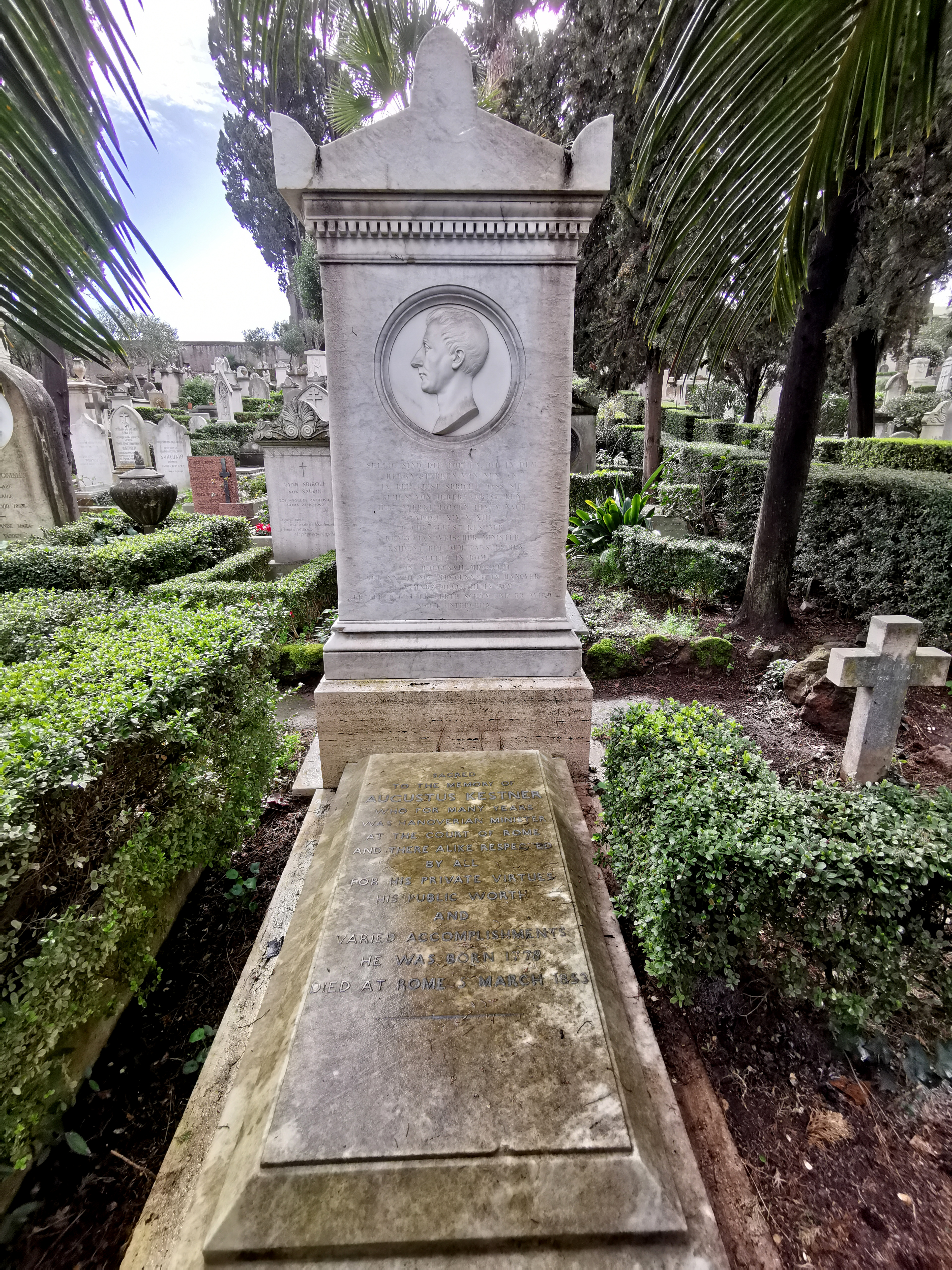
Grab auf dem Cimitero acattolico

Ende Februar 1853 erkrankte August Kestner und starb 75-jährig am 5. März, nachdem er seine eigene Grabinschrift entworfen, sich von seinen Freunden und Bediensteten verabschiedet und Angaben darüber gemacht hatte, wo sein Testament zu finden war. Seine letzte Ruhestätte fand er auf dem Cimitero acattolico in Rom bei der Cestius-Pyramide.
In seinem Testament vom 12. September 1851 bestimmte August Kestner seinen Neffen Hermann Kestner zum Erben seiner umfangreichen, 47 Kisten umfassenden Sammlung. Dieser brachte die Kunstgegenstände nach Hannover, mit der Maßgabe sie unter „obrigkeitlichen Schutz“ zu stellen. Als mögliche, im Testament genannte Empfängerin wurde die Universität Göttingen genannt, die jedoch auf die Sammlung verzichtete. Die Verhandlungen mit der Stadt Hannover dagegen waren fruchtbar. 1884 ging durch einen Schenkungsvertrag die Sammlung mit zusätzlichen 100.000 Mark für den Bau des Museum Kestnerianum in den Besitz von August Kestners Heimatstadt über. Am 9. November 1889 wurde das Kestner-Museum, seit 2007 Museum August Kestner genannt, eröffnet.

## Ehrungen
Kestners Verdienste für die deutsche Klassische Archäologie und Altertumskunde sind erheblich. Dieses Engagement wurde u. a. durch die Ehrendoktorwürde der Universität Jena (16. März 1852) sowie Ehrenmitgliedschaften in vielen europäischen Akademien und Altertumsvereinen honoriert.
Ehrungen in chronologischer Reihenfolge:
- La Imperiale e Reale Società Aresina, Arezzo (26. Juni 1828)
- Verein für Nassauische Alterthumskunde und Geschichtsforschung, Wiesbaden (3. September 1833)
- Reale Accademia Ercolanense di Archeologia, Neapel (4. März 1840)
- Accademia Tiberina, Rom (9. August 1841)
- Kurfürstliche Akademie der Bildenden Künste, Kassel (15. Januar 1843)
- Insigne e Pontificia Accademia Romana delle belle arti denominata di San Luca, Rom (17. März 1843)
- Königliche Akademie der Wissenschaften Stockholm (28. Mai 1844)
- Königliche Gesellschaft der Wissenschaften zu Göttingen (28. März 1845)[30]
- Academie d’Archéologie de Belgique (25. Dezember 1847)
- Historischer Verein für Niedersachsen, Hannover (21. August 1852)
- Society of Antiquaries of London (1. Dezember 18??).
- Museum August Kestner, Hannover (1889)
- Kestner Gesellschaft, Hannover (31. August 1916)

## Schriften (Auswahl)
- Über die Nachahmung in der Malerei. Frankfurt a. M. 1818.
- Sulla. Ein Trauerspiel in 5 Aufzügen. Hahn, Hannover 1822.
- Abhandlung über die Frage: Wem gehört die Kunst?. Reimer, Berlin 1830.
- Overbeck’s Werk und Wort. Ein Aufsatz von einem römischen Kunstfreunde in Bezug auf Overbeck’s Erklärung seines im Städelschen Kunst-Institute befindlichen Bildes: Triumph der Religion in den Künsten. Frankfurt a. M. 1841.
- mit Emil Braun: Zwölf Basreliefs griechischer Erfindung aus Palazzo Spada, dem Capitolinischen Museum und Villa Albani. Salviucci, Rom 1845.
- Römische Studien. Decker, Berlin 1850.

Briefwechsel
- Hermann Kestner-Köchlin (Hrsg.): Briefwechsel zwischen August Kestner und seiner Schwester Charlotte. Verlag Karl J. Trübner, Straßburg 1914.
- Ruth Rahmeyer (Hrsg.): Soviel für diesmal … August Kestner – Johann Wolfgang von Goethe Briefwechsel 1828–1831. Olms, Hildesheim 2007, ISBN 978-3-487-13553-3.